# Lost in the Citadel
Lost in the Citadel è un singolo del rapper statunitense Lil Nas X, pubblicato l'8 aprile 2022 come quinto estratto dal primo album in studio Montero.

## Descrizione
Il brano è stato scritto da Lil Nas X e John Cunningham, e prodotto da quest'ultimo. Musicalmente, è un pezzo pop punk e pop rock ispirato alla musica rock degli anni ottanta. Descritta da Clash come «un'inquieta canzone d'amore», vede nel testo l'artista raccontare di una relazione finita male.

## Classifiche
| Classifica (2021) | Posizione massima |
| ----------------- | ----------------- |
| Canada            | 76                |
| Stati Uniti       | 90                |